# Cemitério de Sceaux
O Cemitério de Sceaux é um cemitério comunal localizado em Sceaux, na região Altos do Sena, perto de Paris. Se estende por mais de dois hectares e inclui sepultamentos antigos de interesse pela sua qualidade artística, bem como alguns túmulos de personalidades.

## Monumentos
Um monumento em particular é a sepultura de bávaros mortos durante a Guerra Franco-Prussiana (1870-1871), o que é raro. Este sepultamento está localizado perto de um monumento aos mortos franceses da mesma guerra, o monumento contém uma cruz que consiste em um rifle atravessado pelo mastro da bandeira.

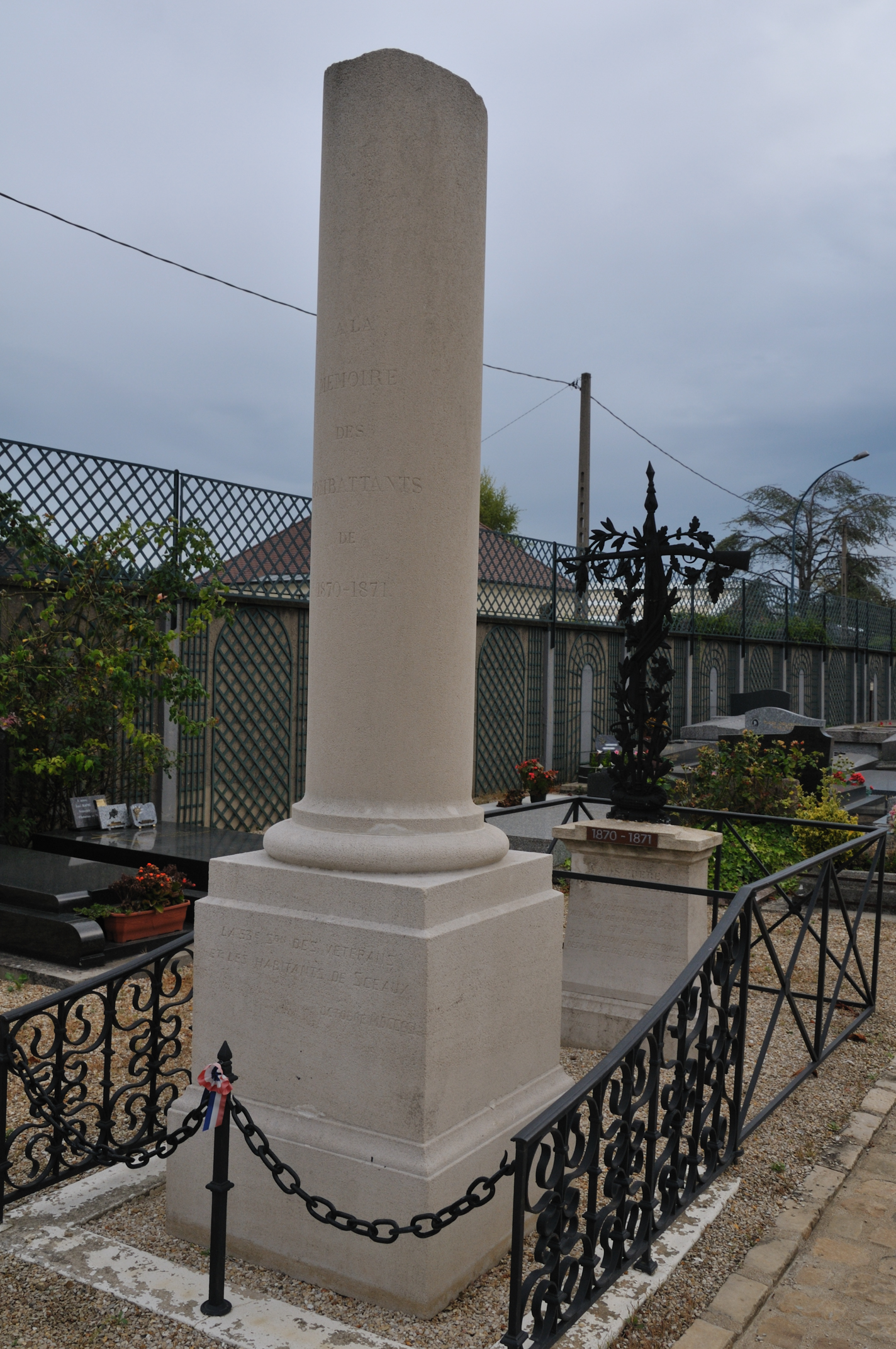
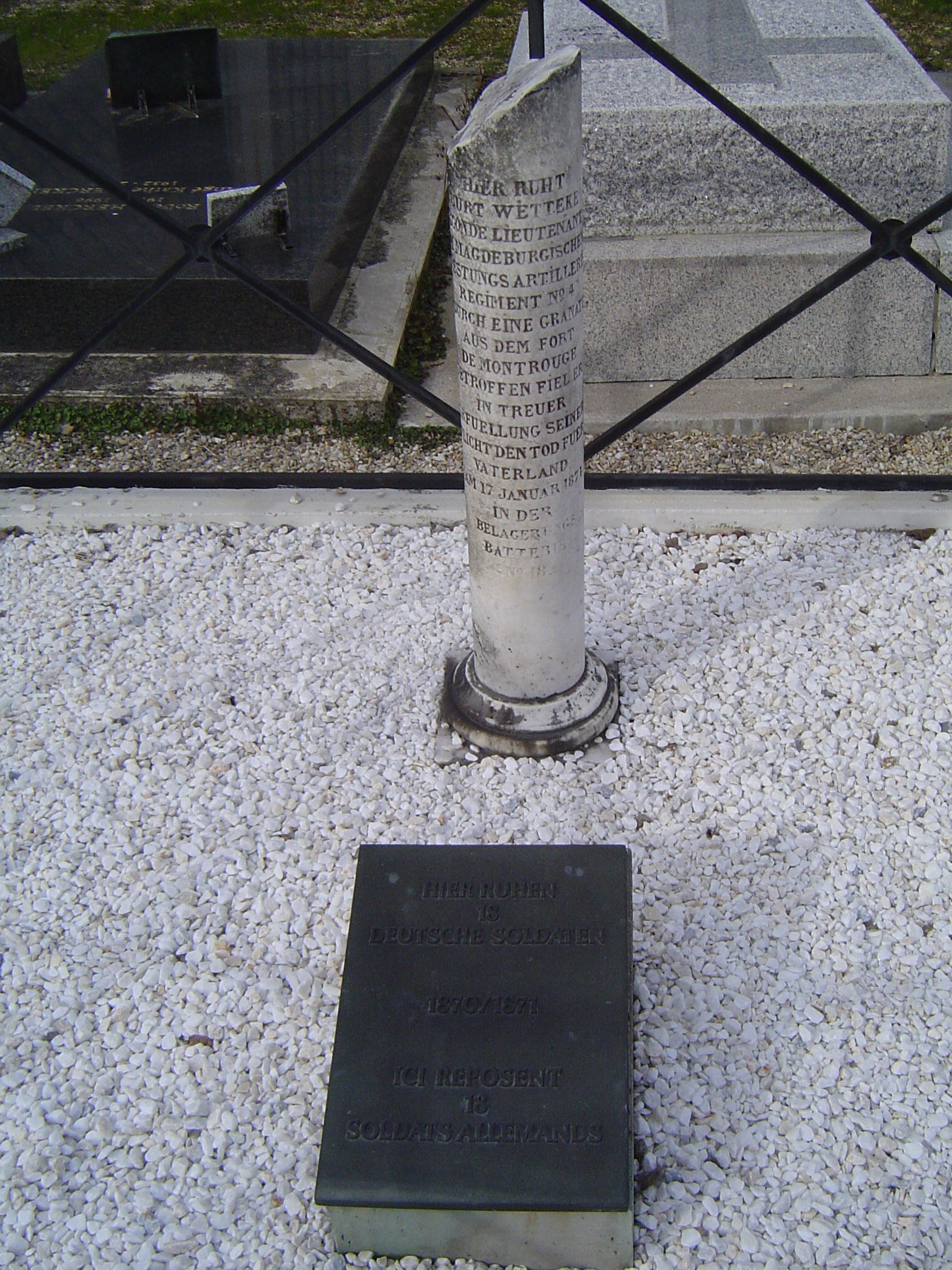
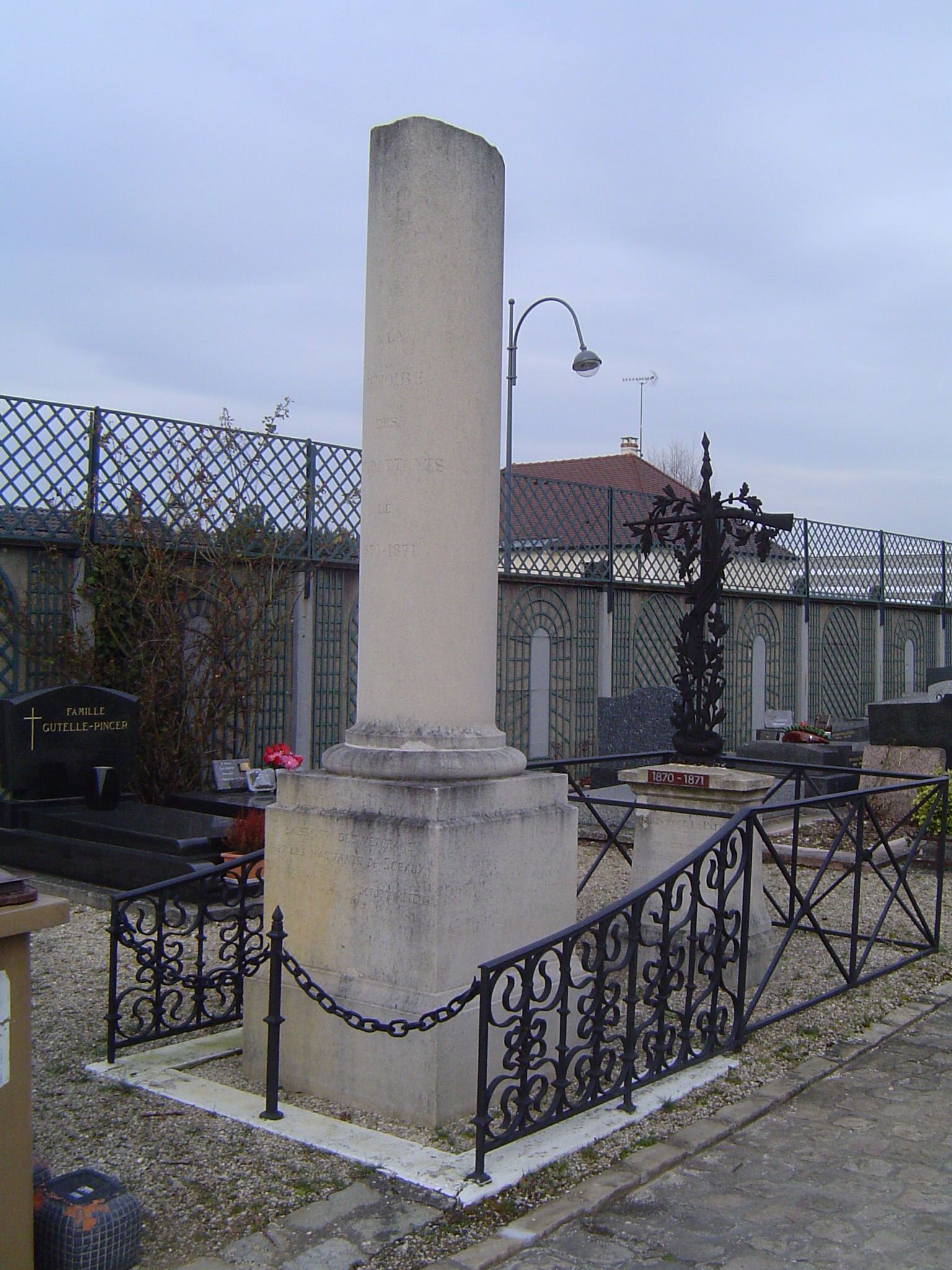
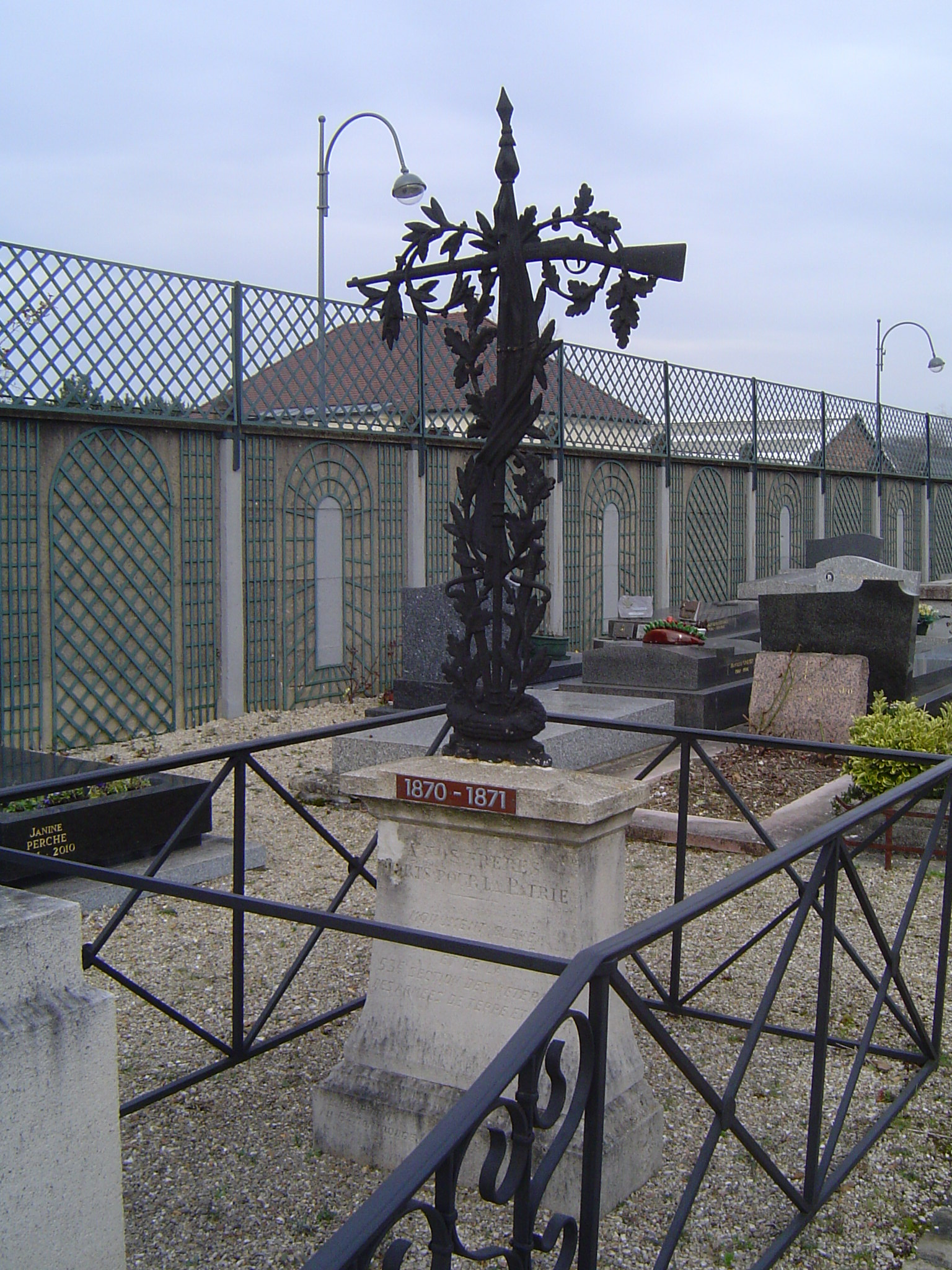

## Personalidades sepultadas
Os restos mortais de Pierre Curie e Marie Curie foram transferidos para o Pantheon em 1995.

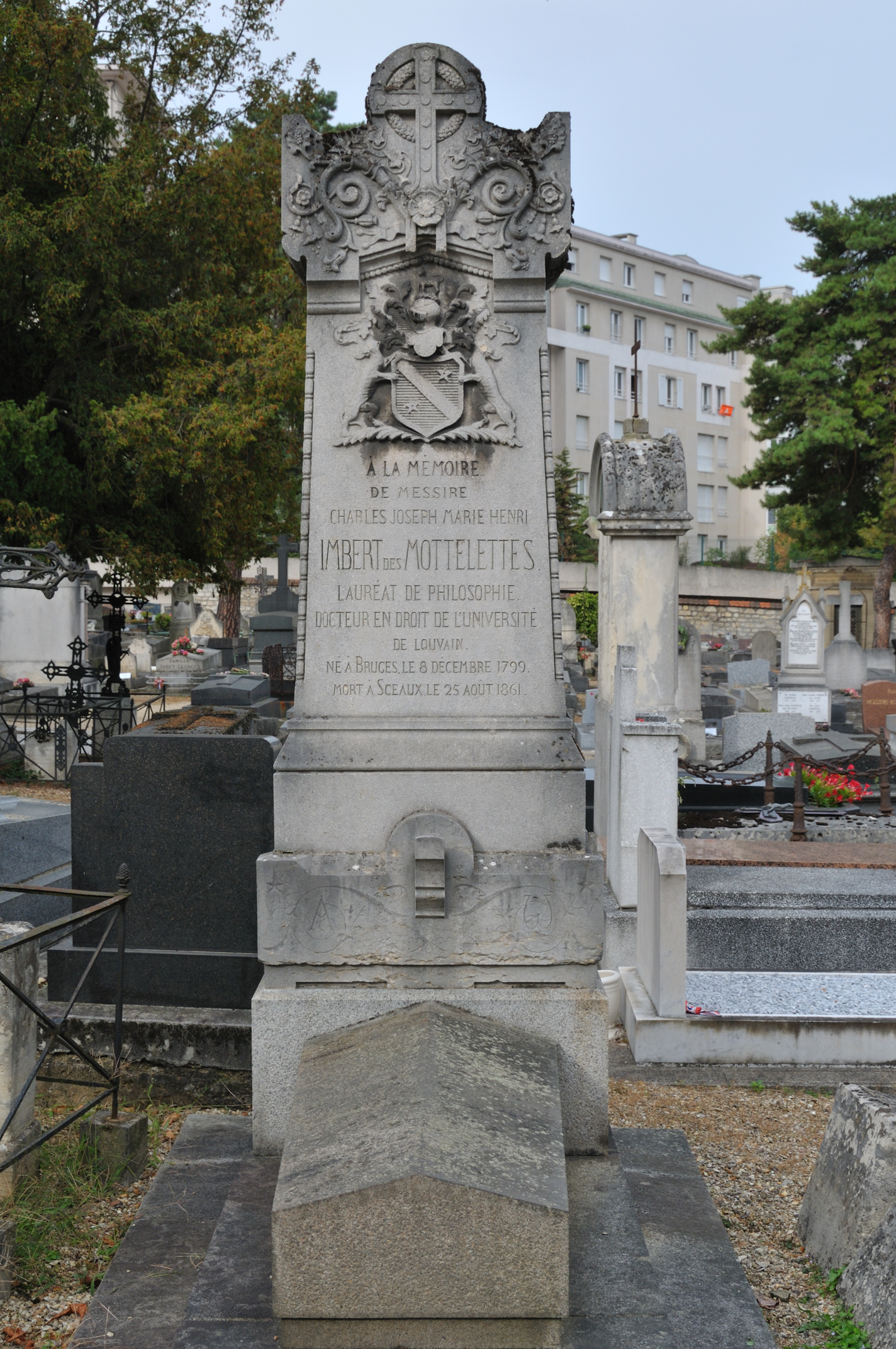
Túmulo de Charles Imbert des Mottelettes (1799-1861), acadêmico belga
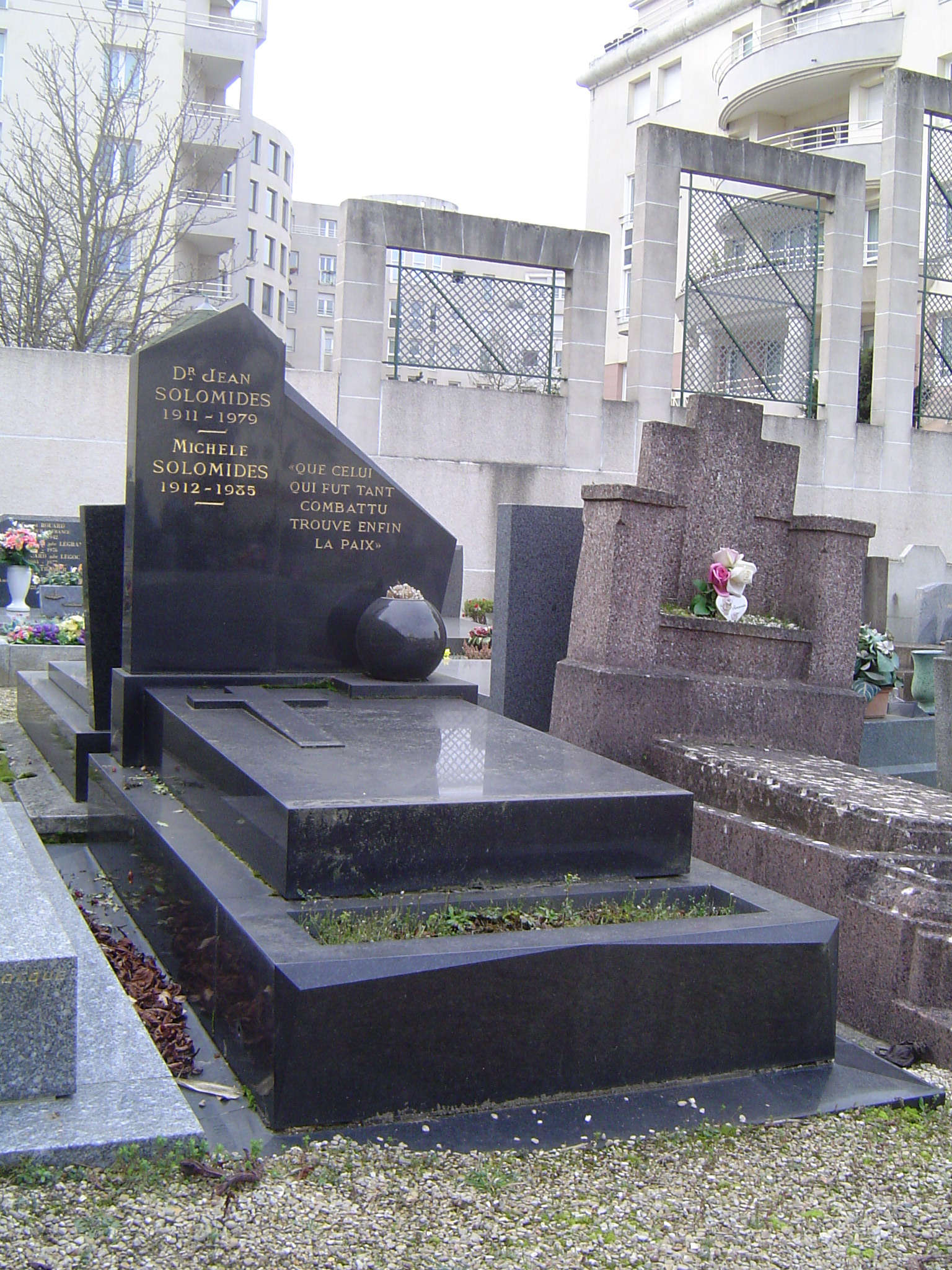
Família Solomidès
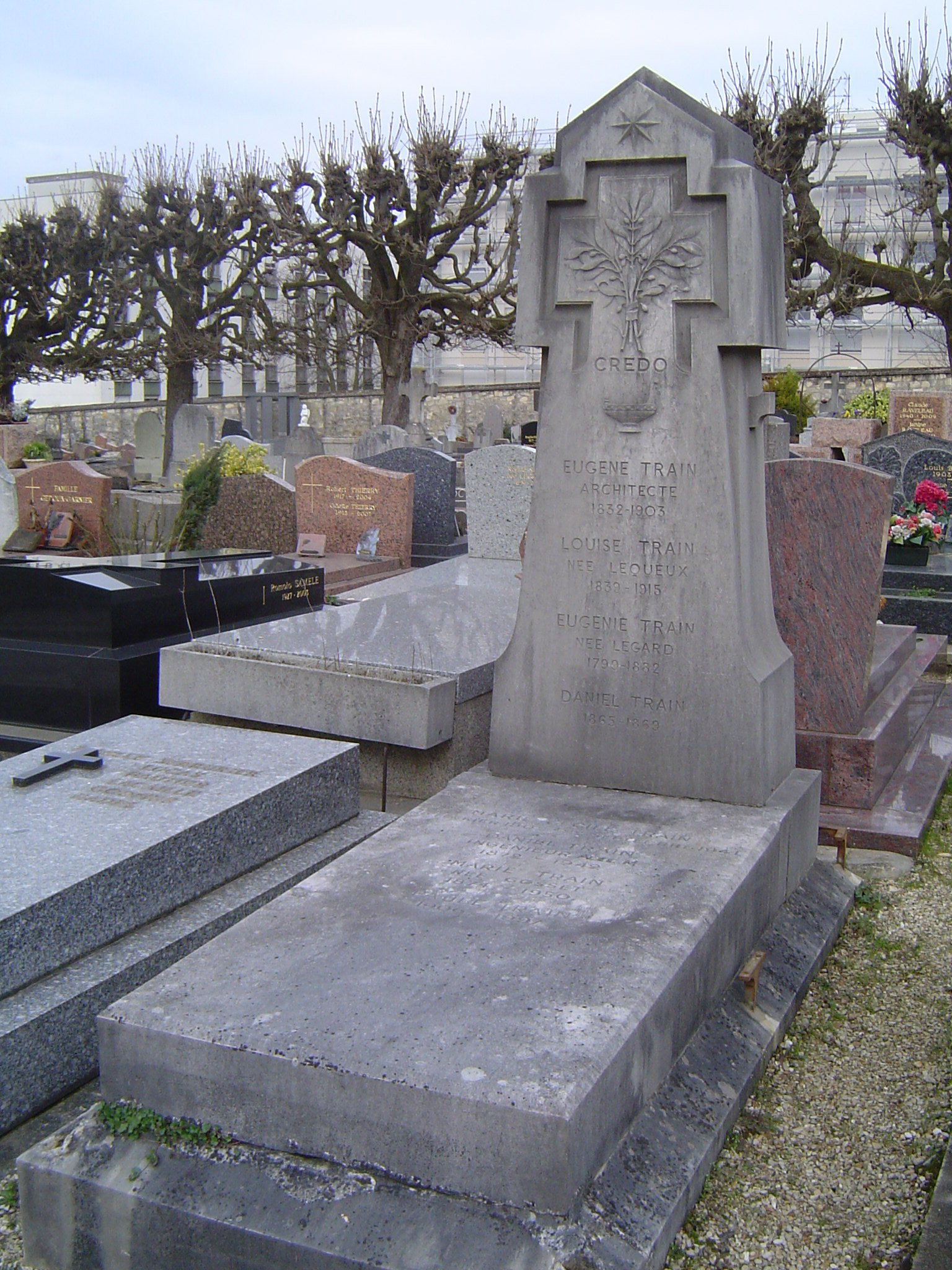
Família Train
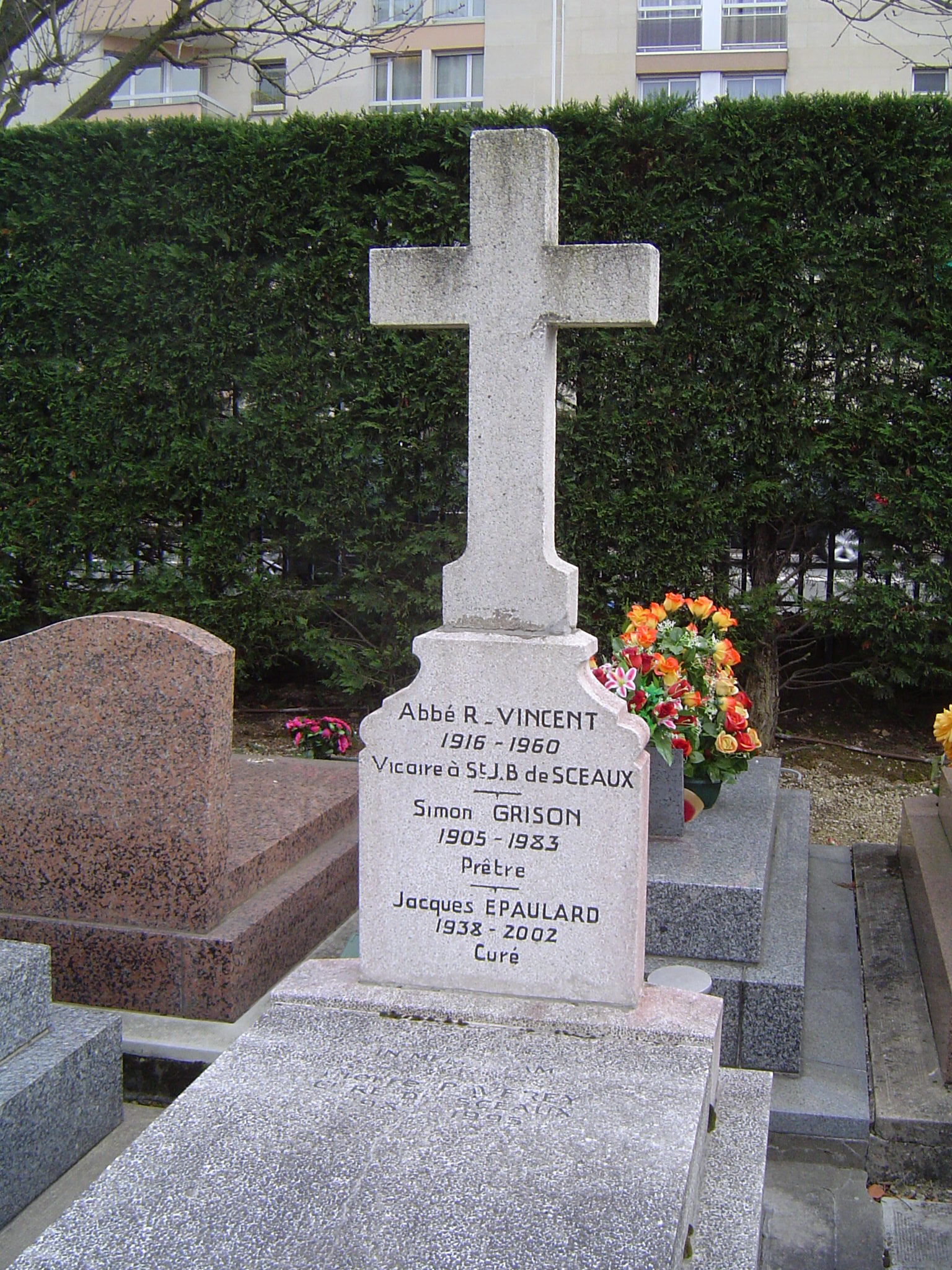
Sacerdotes da paróquia
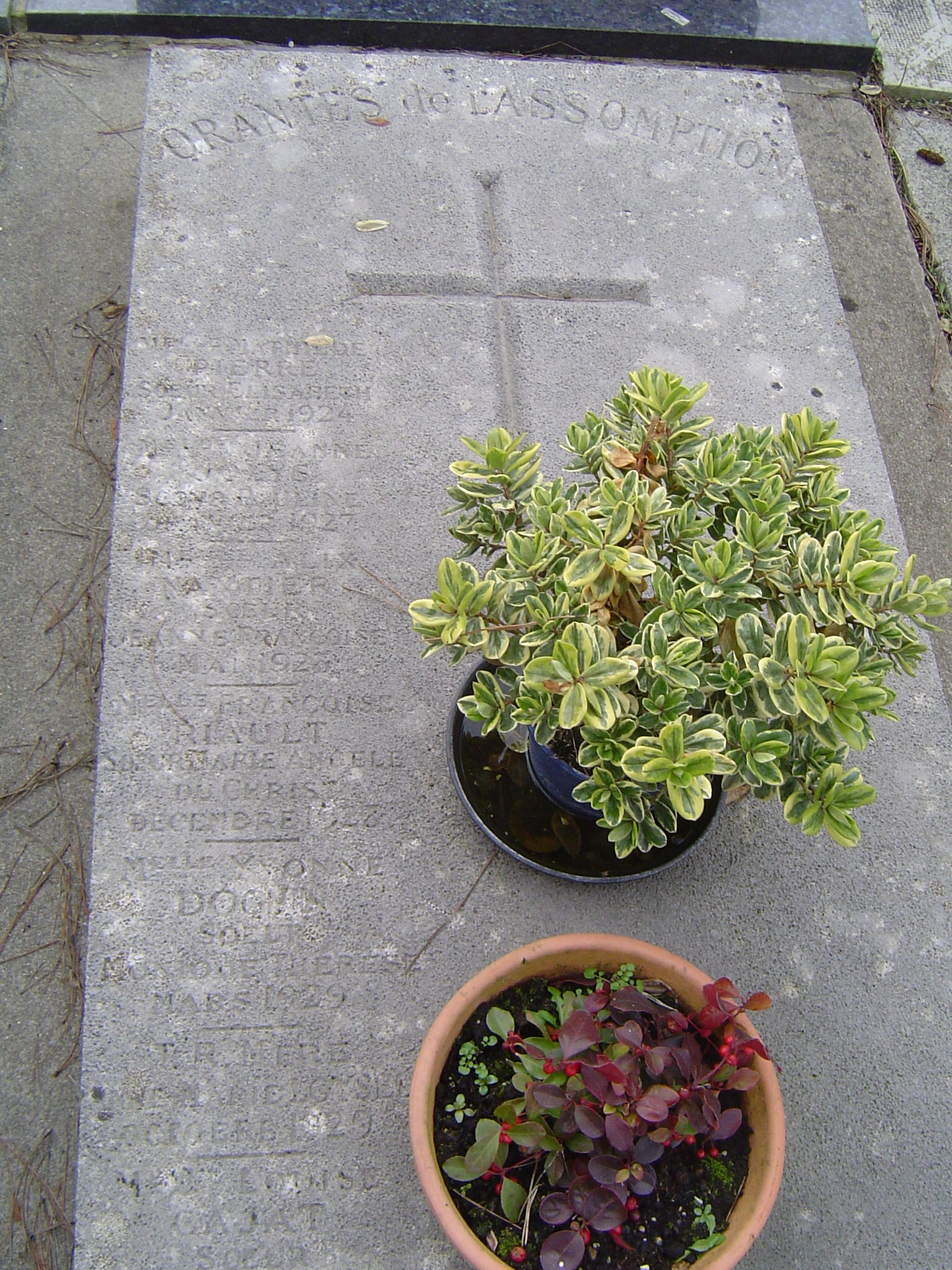
Orantes da Assunção
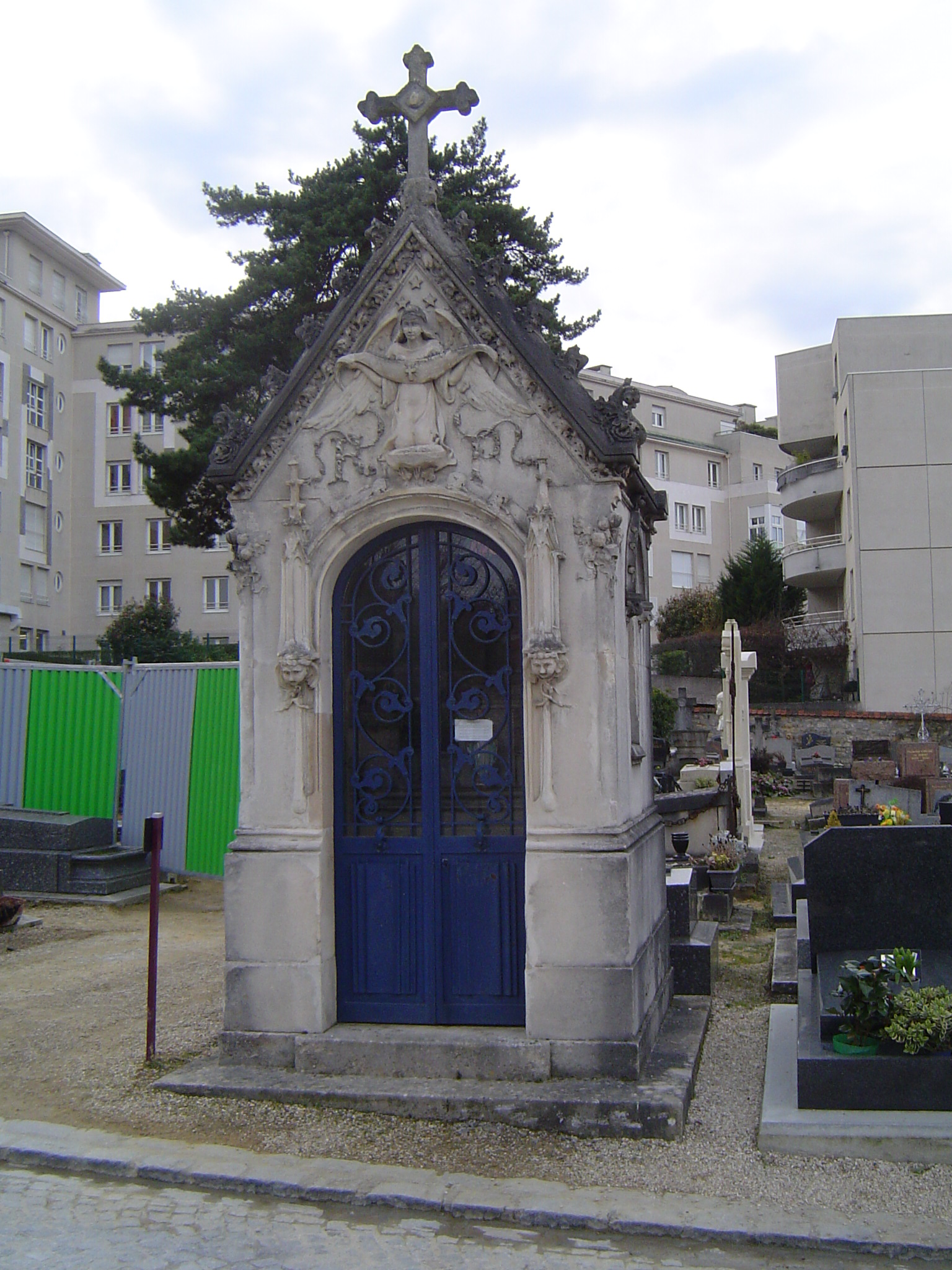
Família Renaudin (incluindo Valentin le Désossé)

- Victor Baltard (1805-1874), arquiteto
- Nicolas Alexandre Barbier (1789-1864), pintor, pai de Jules Barbier, libretista de Charles Gounod
- Augustin-Louis Cauchy ( 1789-1857), matemático
- Ernest Denis (1849-1921), historiador eslavo que trabalhou para a fundação da Tchecoslováquia
- Jean Flahaut (1922-2015), químico e farmacologista[2]
- Georges Franck (1848-1910), professor de história da arte, filho de César Franck
- Irène Joliot-Curie (1897-1956), Nobel de Química de 1935
- Frédéric Joliot-Curie (1900-1958), Nobel de Química de 1935
- Michel Langevin (1926-1985), físico, genro de Joliot-Curie, neto de Paul Langevin
- Jacques Renaudin, conhecido como Valentin le Désossé (1843-1907), dançarino e contorcionista
- Henry Ossawa Tanner (1859-1937), pintor afro-estadunidense
- Jean Solomidès (1911-1979), médico e biólogo
- Pavel Tchitchagov (1767-1849), ministro russo da marinha
- Eugène Train (1932-1903), professor de arquitetura, arquiteto de cidade de Paris

## Imagens do cemitério

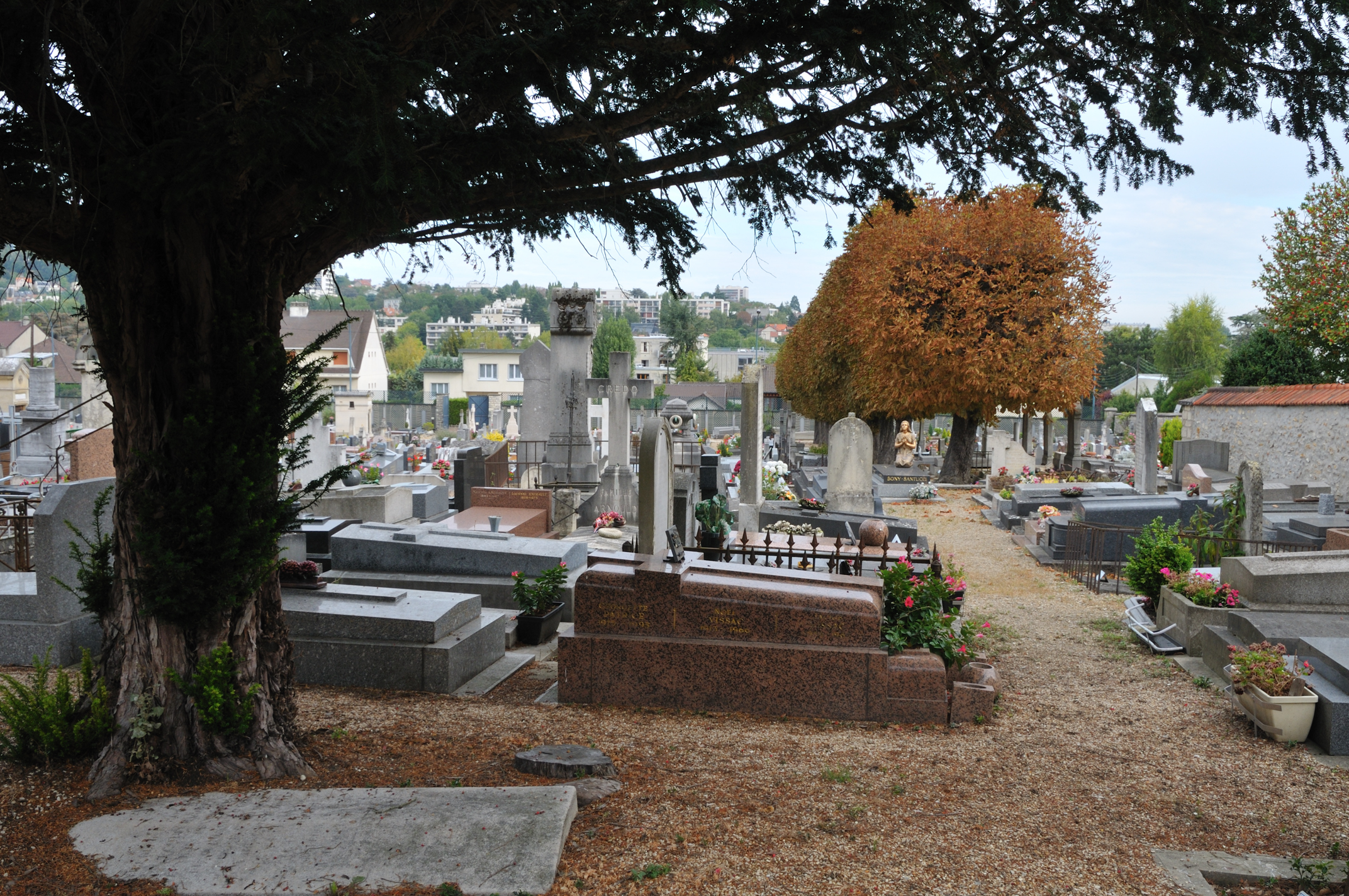
Vista do cemitério
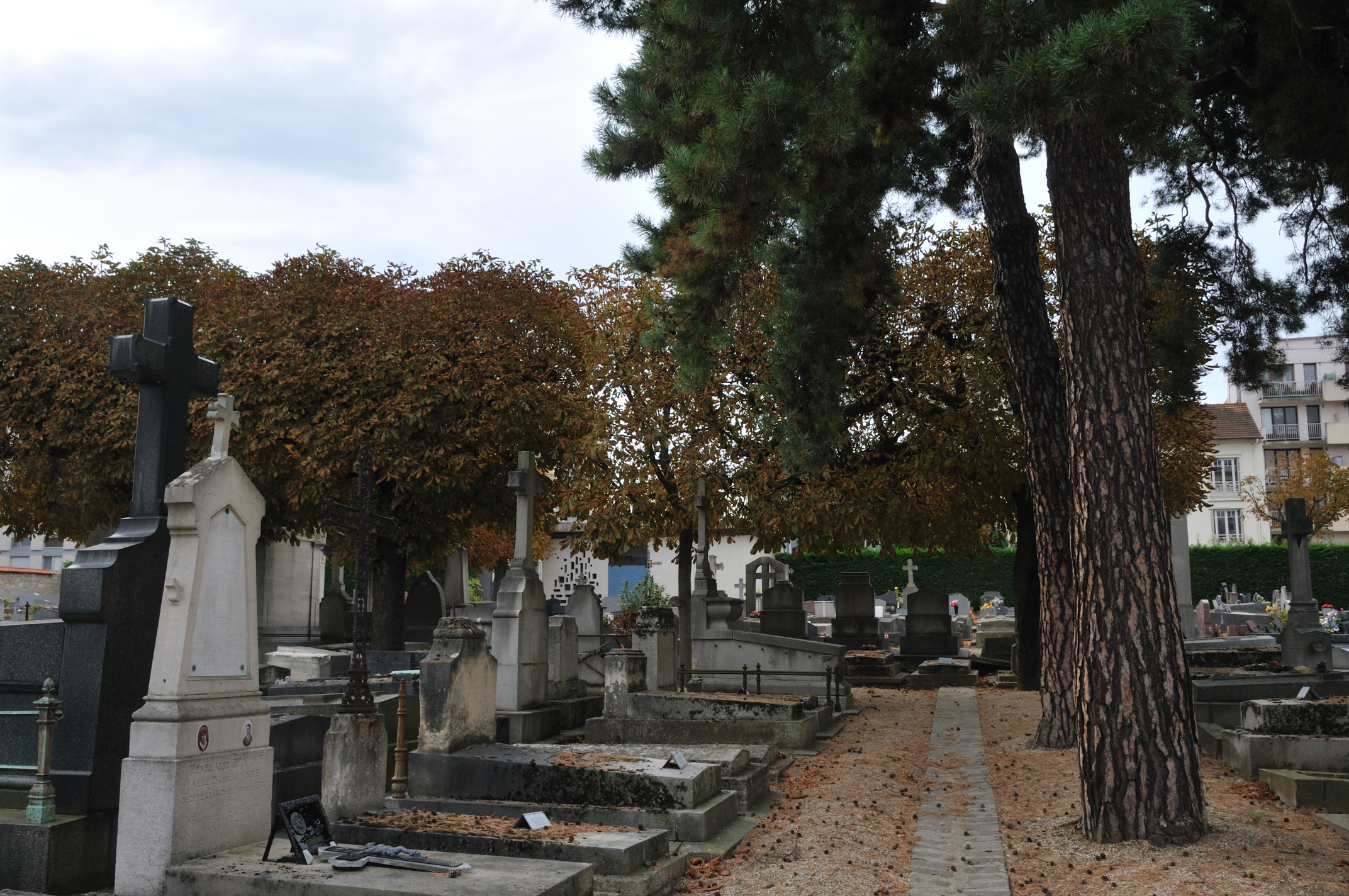
Vista de uma rua do cemitério
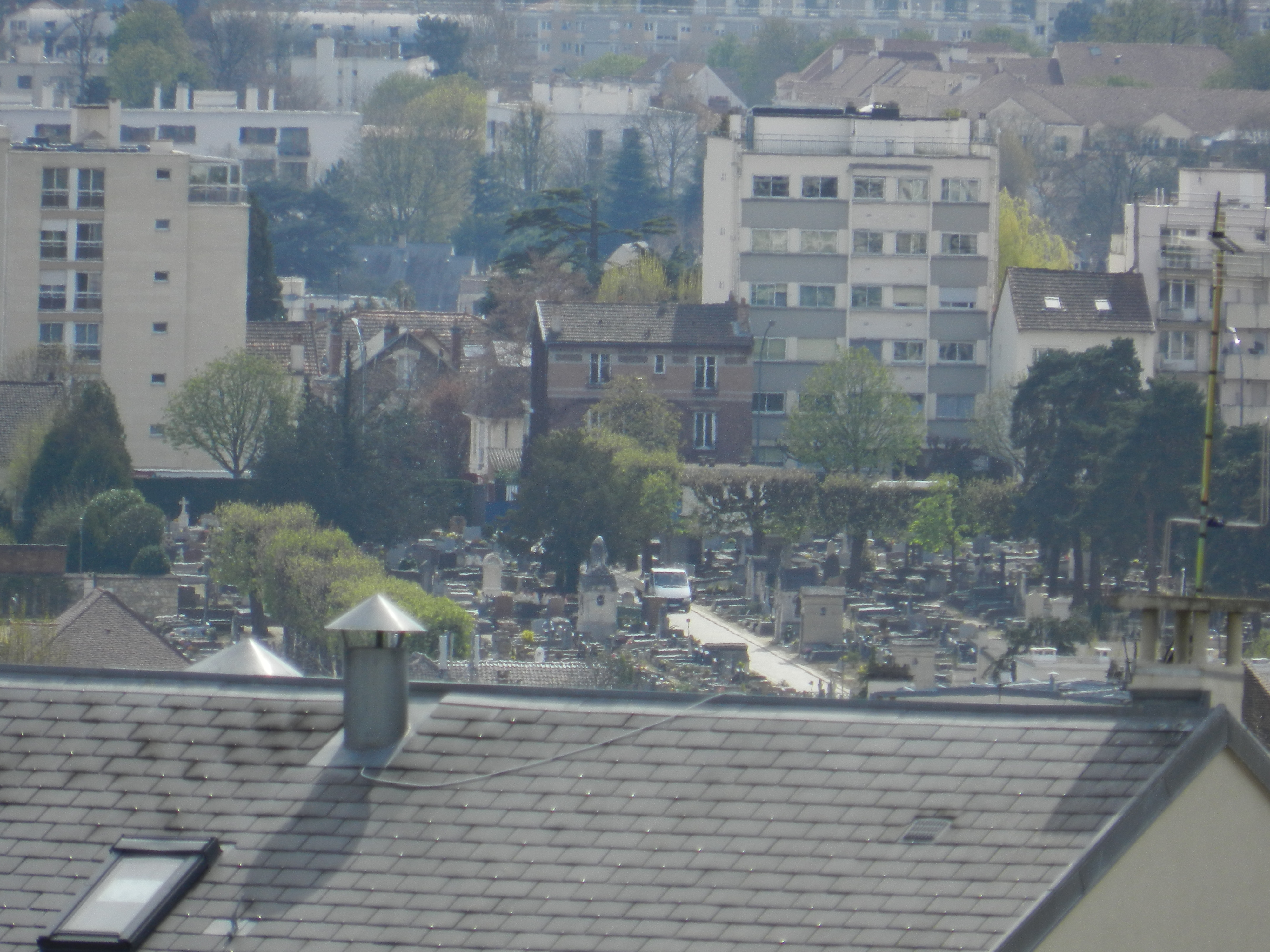
Vista ao longe do cemitério